# No Fear (The Rasmus)
No Fear è un singolo del gruppo musicale finlandese The Rasmus, pubblicato il 29 agosto 2005 come primo estratto dal sesto album in studio Hide from the Sun.

## Video musicale
Il videoclip, diretto da Jörn Heitmann a Berlino, mostra una ragazza che ha un'ossessione per le farfalle e le segue fuori dalla sua piccola camera; ignara del suo sonnambulismo cammina su cocci di vetro sulla cima di un tetto e cade dove il gruppo sta eseguendo il brano. 
Finisce in un giardino con un letto a caso posta al centro, circondato da farfalle e fiori. Tuttavia, rimane anche nella sua camera in un letto squallido, cupo, guardando la foto incorniciata di una farfalla sulla sua parete. 

## Tracce
CD promozionale (Europa)
1. No Fear (Radio Edit) – 3:46
2. No Fear (Single Version) – 4:06

CD singolo (Finlandia)
1. No Fear – 4:07
2. No Fear (Fearless Remix) – 5:35

CD maxi-singolo (Finlandia)
1. No Fear – 4:07
2. Immortal – 4:57
3. No Fear (Vrenna Remix) – 3:40
4. No Fear (The Video)

CD singolo (Regno Unito)
1. No Fear – 4:07
2. Immortal – 4:57
3. Dancer in the Dark – 3:29
4. No Fear (Vrenna Remix) – 3:40
5. No Fear (The Video) – 3:56

## Formazione
Gruppo
- Lauri Ylönen – voce
- Pauli Rantasalmi – chitarra
- Eero Heinonen – basso
- Aki Hakala – batteria

Produzione
- Mikael Nord Andersson – produzione, registrazione
- Martin Hansen – produzione, registrazione, missaggio
- Leif Allansson – missaggio
- Claes Persson – mastering

## Classifiche
| Classifica (2005) | Posizione massima |
| ----------------- | ----------------- |
| Austria           | 16                |
| Belgio (Fiandre)  | 56                |
| Belgio (Vallonia) | 54                |
| Finlandia         | 1                 |
| Francia           | 41                |
| Germania          | 13                |
| Italia            | 19                |
| Paesi Bassi       | 17                |
| Regno Unito       | 43                |
| Svezia            | 23                |
| Svizzera          | 44                |